# Hanna Krzemieniecka
Hanna Krzemieniecka, właśc. Janina Furs-Żyrkiewicz, z domu Bobińska (ur. 1866, zm. 8 lutego 1930 w Warszawie) – polska pisarka i tłumaczka, działaczka narodowa, teozofka.

## Życiorys
Urodziła się w rodzinie o szlacheckich korzeniach jako córka Sylwana Bobińskiego herbu Leliwa i Pelagii z Sochaczewskich. Poślubiła Walerego Furs-Żyrkiewicza, generała wojsk rosyjskich. Po jego śmierci (1906) zaangażowała się w działalność narodową, za co była więziona przez władze carskie. Była autorką poczytnych na przełomie XIX i XX wieku powieści, obecnie jest pisarką zupełnie zapomnianą. O jej popularności mogły świadczyć plany nazwania dużej ulicy w Warszawie (niezrealizowane przedłużenie ul. Zygmunta Krasińskiego do ul. Księcia Janusza według planu miasta z 1935 r.). Została pochowana na cmentarzu Powązkowskim w Warszawie (kwatera 40-3-11)>.

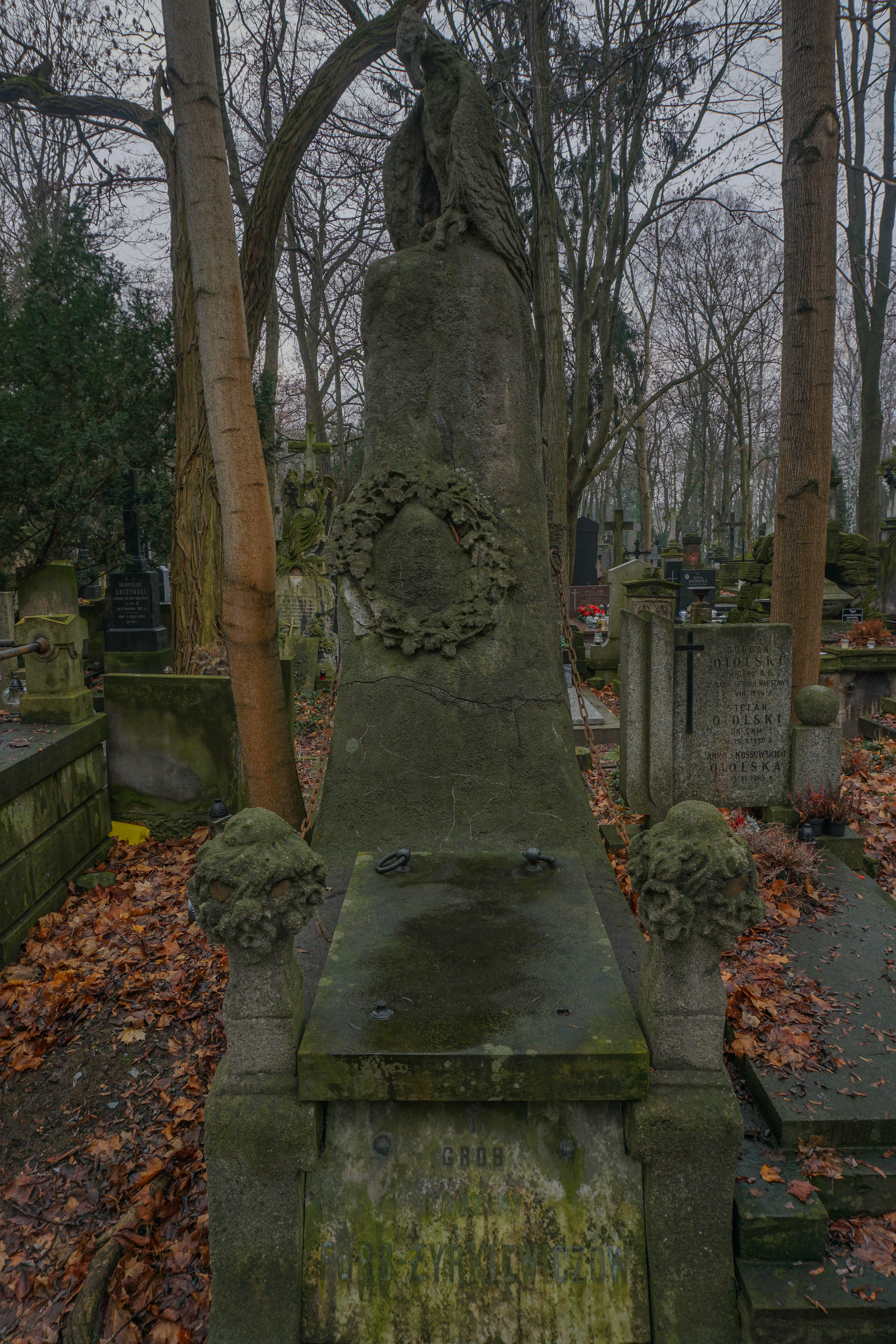
Grób Furs-Żyrkiewiczów na cmentarzu Powązkowskim

Miała czworo dzieci, w tym: Ewelinę (1887–1969, jako Elina Pepłowska była posłanką na Sejm RP III kadencji w latach 1930–1935, w latach 1933–1936 przewodnicząca Centralnego Biura Porozumienia Organizacji Współdziałających w Zwalczaniu Komunizmu), Jerzego (1890–1961), Leonarda (1900-1965, podpułkownik Wojska Polskiego).

## Twórczość
- A gdy odejdzie w przepaść wieczną: Romans zagrodowy: Dwa tomy w jednym[9]– powieść
- Fatum[10]– powieść
- A gdy odejdziesz w przepaść wieczną – opowiadanie
- Lecą wichry – powieść nagrodzona w konkursie „Kuriera Warszawskiego”
- Walka z Duchem i Ducha zwycięstwo – rozprawa filozoficzna nagrodzona w konkursie „Wiedzy filozoficznej”
- W pętach ideji – dramat